# Sodtkestraße
Die Sodtkestraße ist eine Berliner Straße im Ortsteil Prenzlauer Berg des Bezirks Pankow, deren Bebauung in den Jahren 1928–1930 nach Plänen von Bruno Taut und Franz Hillinger gewerkschaftlich-genossenschaftlich als Wohnstadt Carl Legien (benannt nach dem deutschen Gewerkschaftsführer Carl Legien) errichtet wurde. Ihren heutigen Namen erhielt die Straße nach dem deutschen Widerstandskämpfer Arthur Sodtke. Sie liegt östlich der Prenzlauer Allee und erstreckt sich parallel zu dieser zwischen der Küsel- und Georg-Blank-Straße.
Der Straßenzug steht heute unter Denkmalschutz. 1994 wurde mit der denkmalgerechten Sanierung begonnen, die ursprünglichen Putz- und Farbfassungen wurden wiederhergestellt. Im Juli 2008 wurde die gesamte Wohnstadt als eine von sechs Siedlungen der Berliner Moderne in die UNESCO-Liste des Weltkulturerbes aufgenommen.